# Monestir de Sant Miquel de Vydubych
El Monestir de Sant Miquel de Vydubych (en ucraïnés: Видубицький монастир, Vydubyts'kyi monastyr) és un important monestir ucraïnés situat a Kíiv, Ucraïna, fundat el 1070 pel gran príncep Vsèvolod I de Kíiv. Esdevingué el monestir familiar del seu fill Vladímir II Monomakh i els seus descendents.

## Arquitectura
Alguns edificis, des del segle XI fins al XIX, formen el monestir. Aquests inclouen:
- el campanar: construït entre el 1727 i el 1733 per Danylo Apostol; les campanes se'n van retirar i es guardaren al pati, per por de veure l'edifici esfondrar-se. Entre els 1829 i 1833, l'arquitecte Andrei Melensky la va consolidar i hi va afegir un campanar ortogonal neoclàssic i una agulla. La característica teulada blava esquitxada d'estreles data d'una restauració posterior: el 1894.
- Catedral de Sant Miquel: construïda  entre els 1070 i 1088 pel gran duc Vsèvolod, fill de Iaroslau I el Savi.
- La Catedral de Sant Jordi fou construïda entre el 1696 i el 1701 pel coronel de Kíiv Mykhail Myklachevskyi.

## Història
En el Registre Estatal de Monuments Immobles d'Ucraïna consta amb el número 80-382-9007.

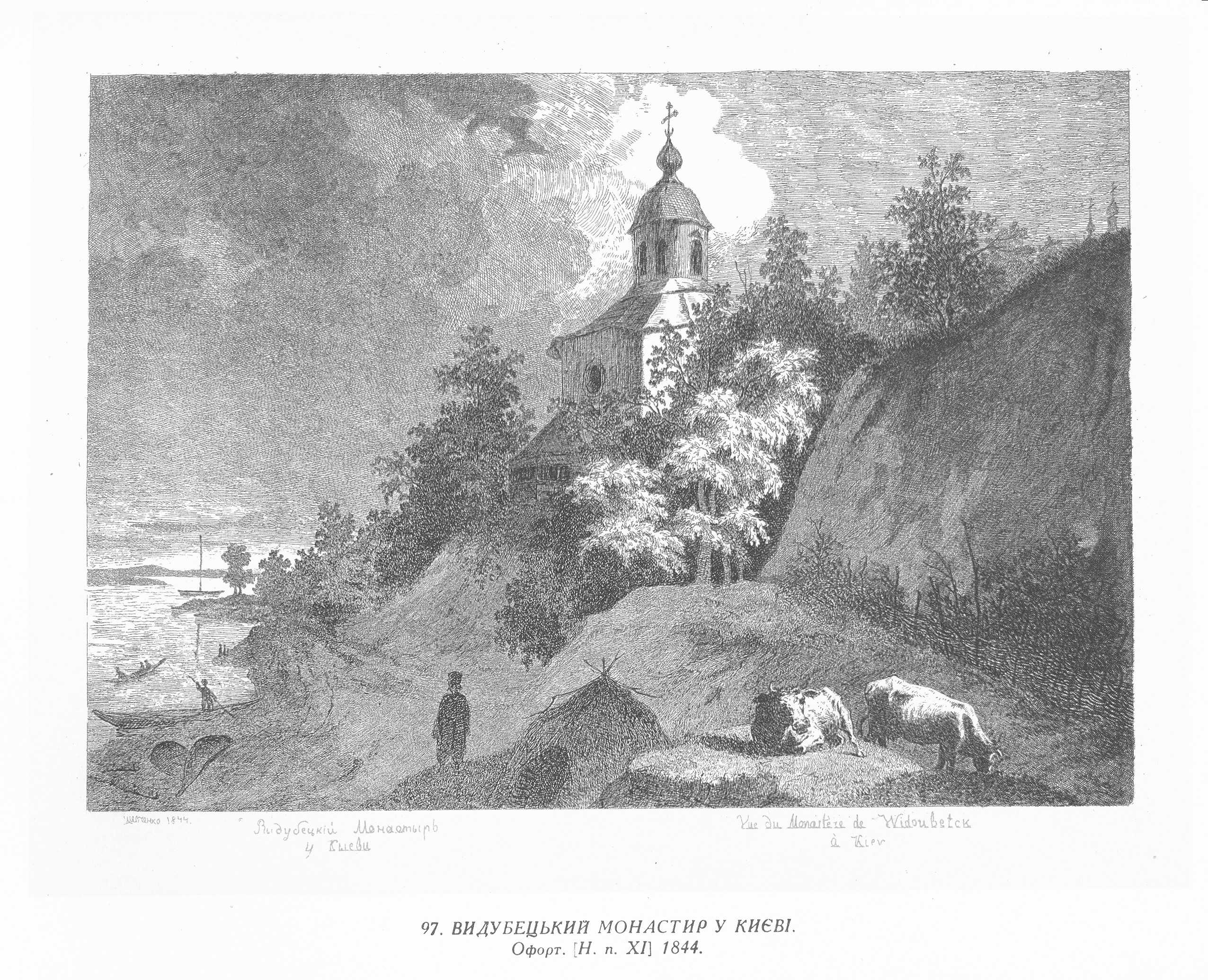
Dibuix del monestir en Ucraïna pintoresca, de Taràs Xevtxenko

### A les ribes del Dnièper
El monestir forma part d'una sèrie de monuments que puntegen la línia de turons escarpats a la vora del Dniéper: monument a Sant Vladimir, als drets de Magdeburg, arc de la Llibertat del Poble Ucraïnès, monument als morts de la Segona Guerra Mundial i estàtua de la Pàtria. Els cims dels turons estaven ocupats sobretot per esglésies i monestirs, i molts van ser dinamitats per les autoritats soviètiques durant les dècades dels 1920 i 1930. Hui ens hi trobem el Monestir de Sant Ciril, l'església de Sant Andreu, l'església dels Delmes (destruïda), el Monestir de Sant Miquel de les Cúpules Daurades (destruït per donar pas a un conjunt dedicat a Lenin i reconstruït), la Tomba d'Askold, el Monestir de les Coves de Kíiv i el Monestir de Sant Miquel de Vydubych.

## Galeria

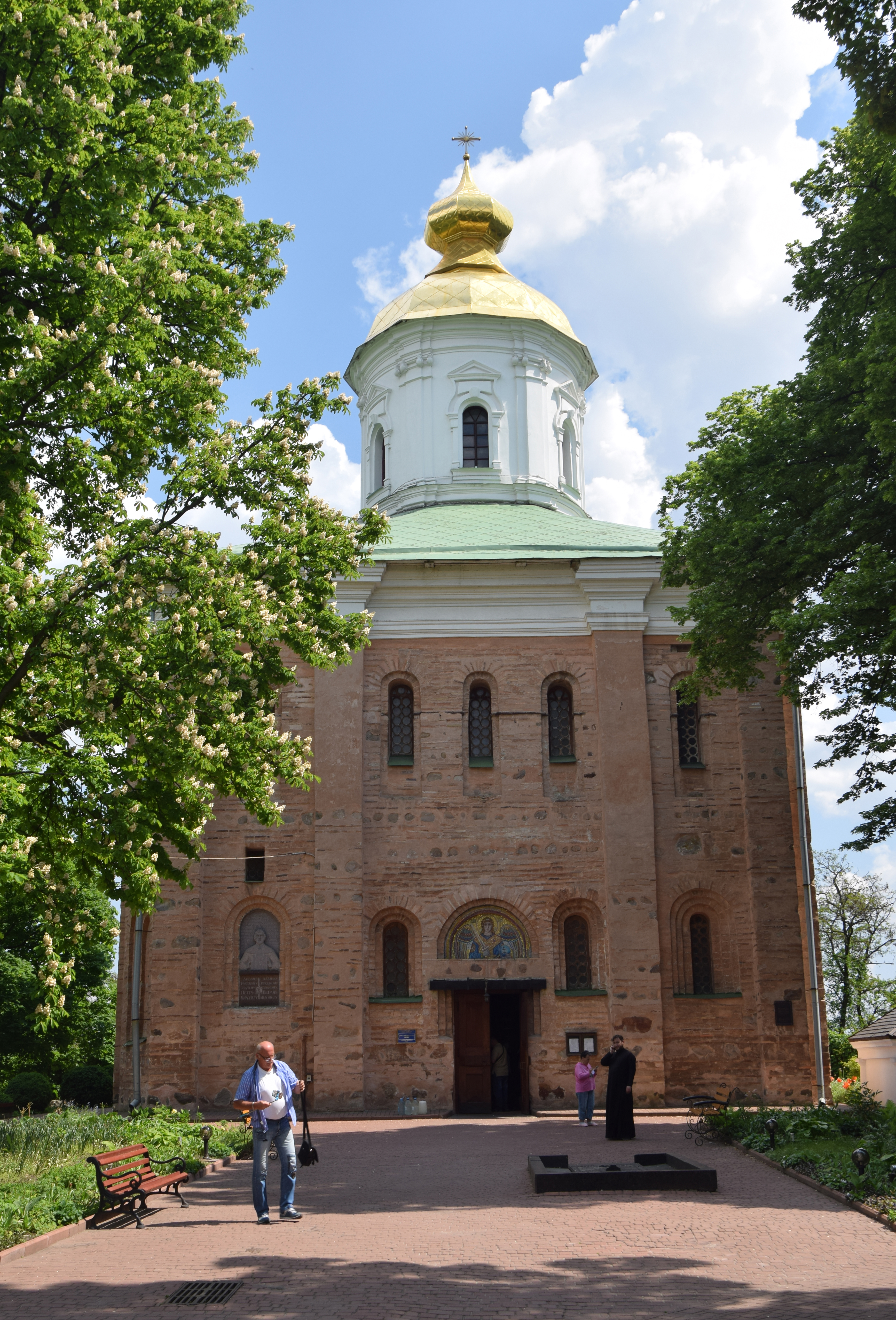
Església de Sant Miquel, catalogada com a monument històric
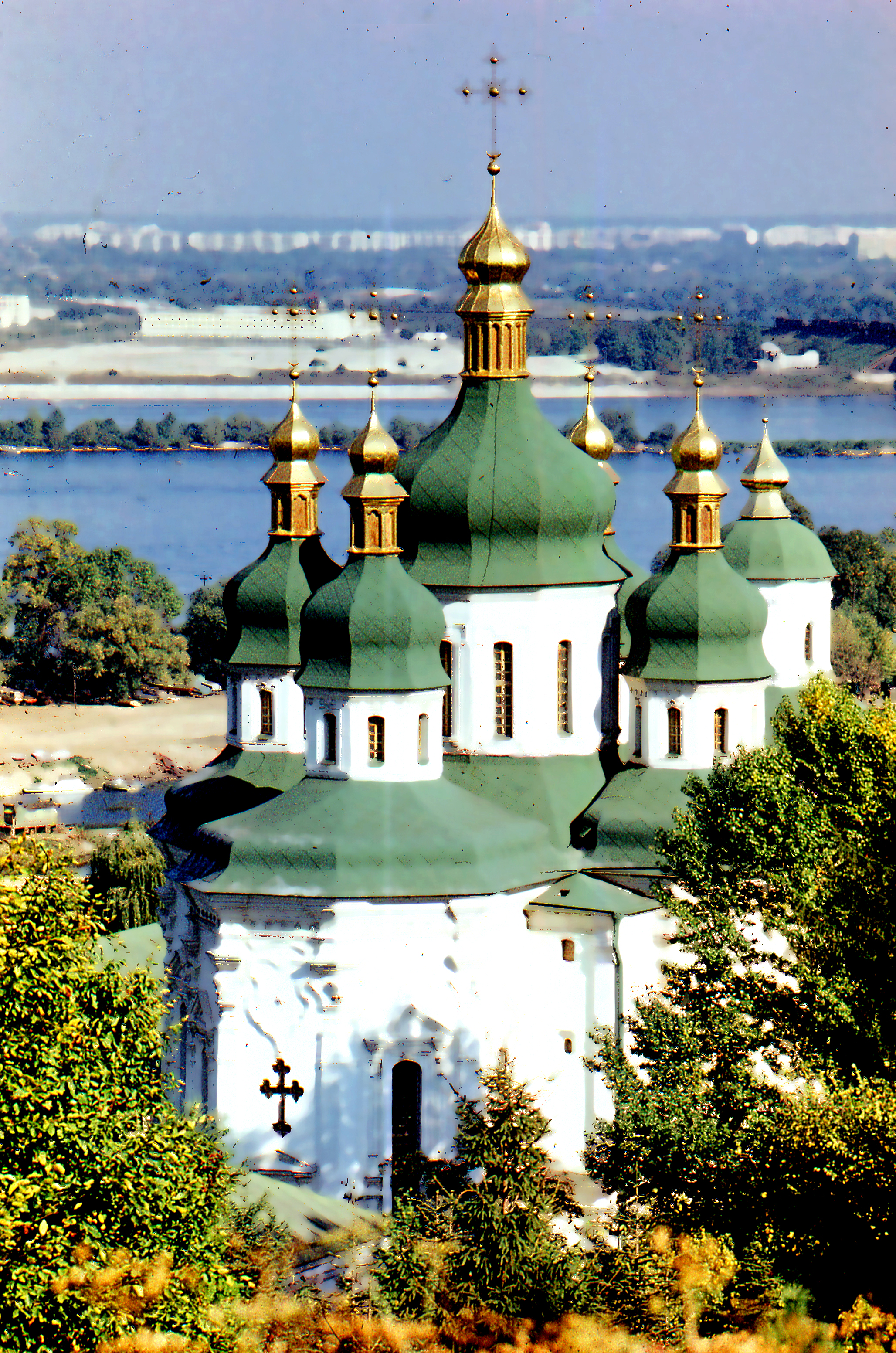
Catedral de Sant Jordi, catalogada
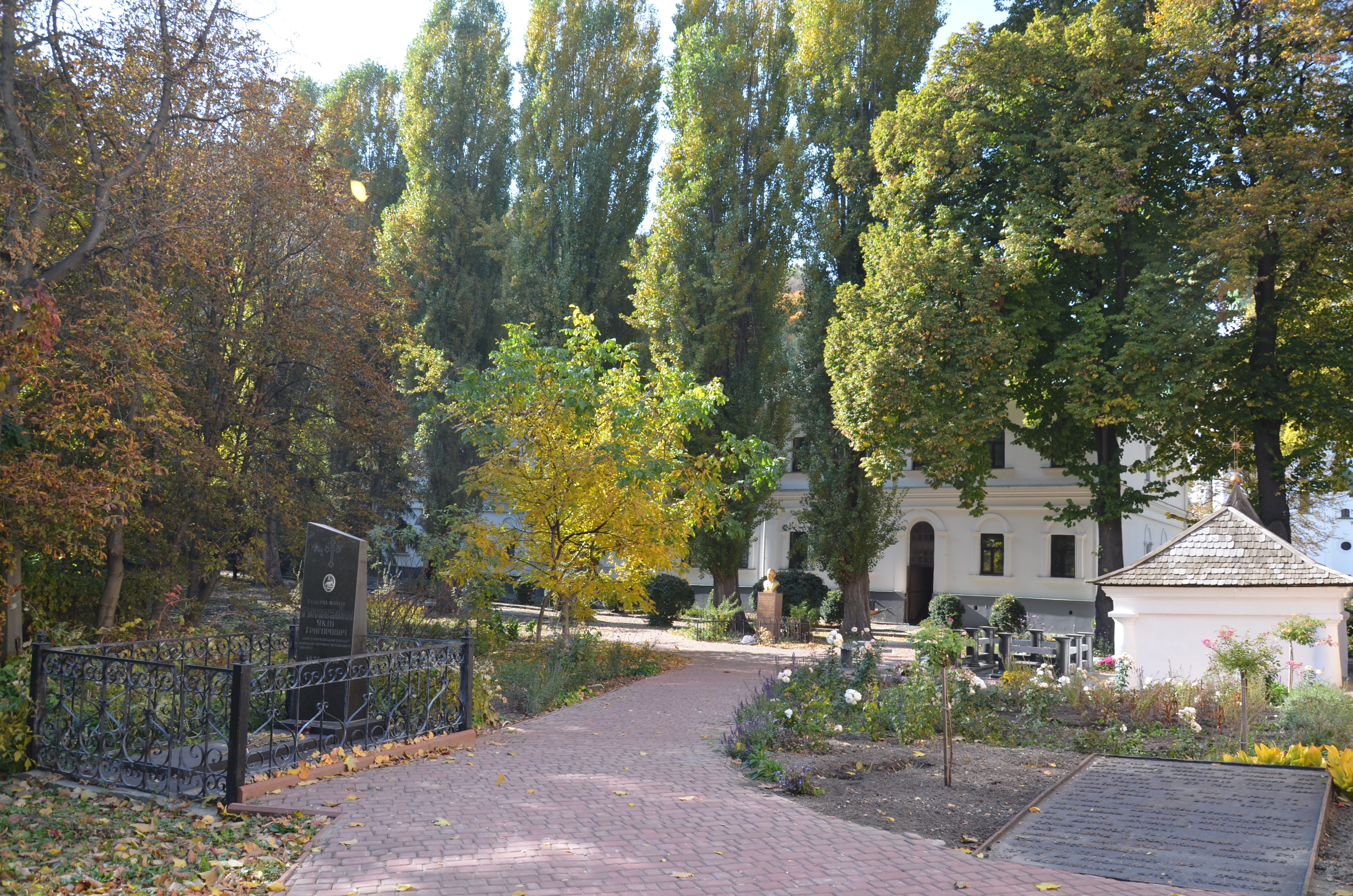
el cementiri catalogat
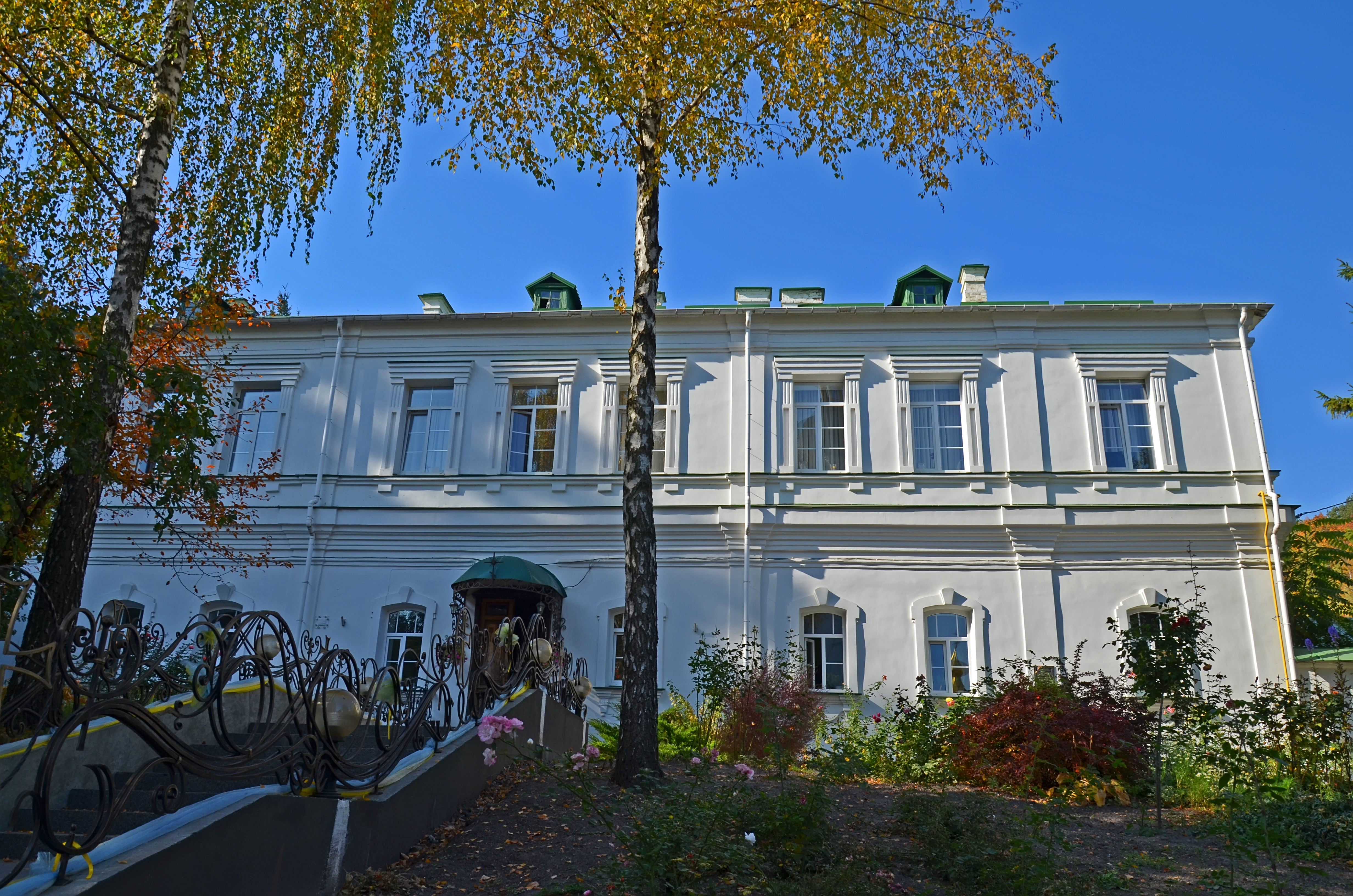
La casa de l'abat, catalogada com a Monument històric
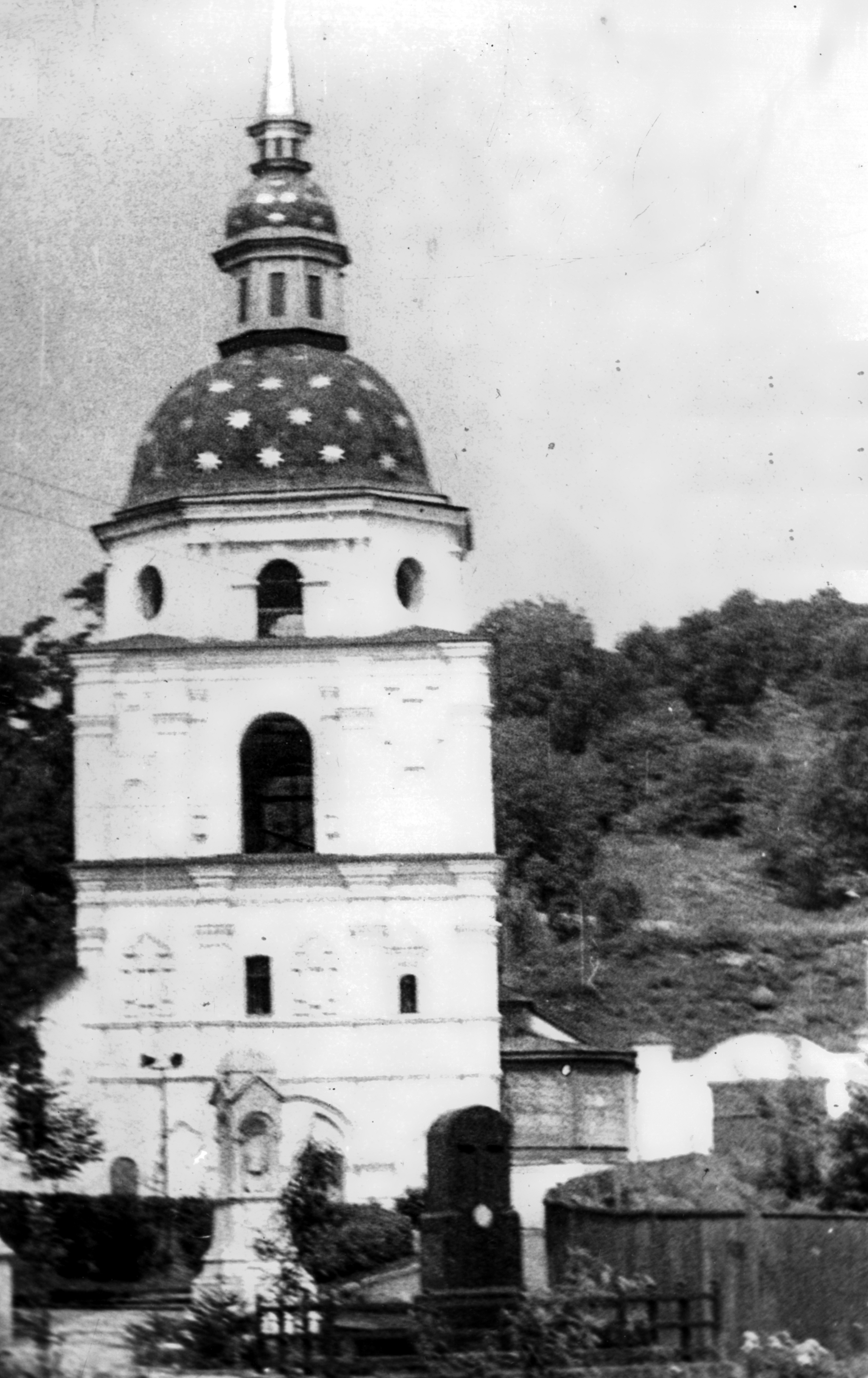
El campanar catalogat
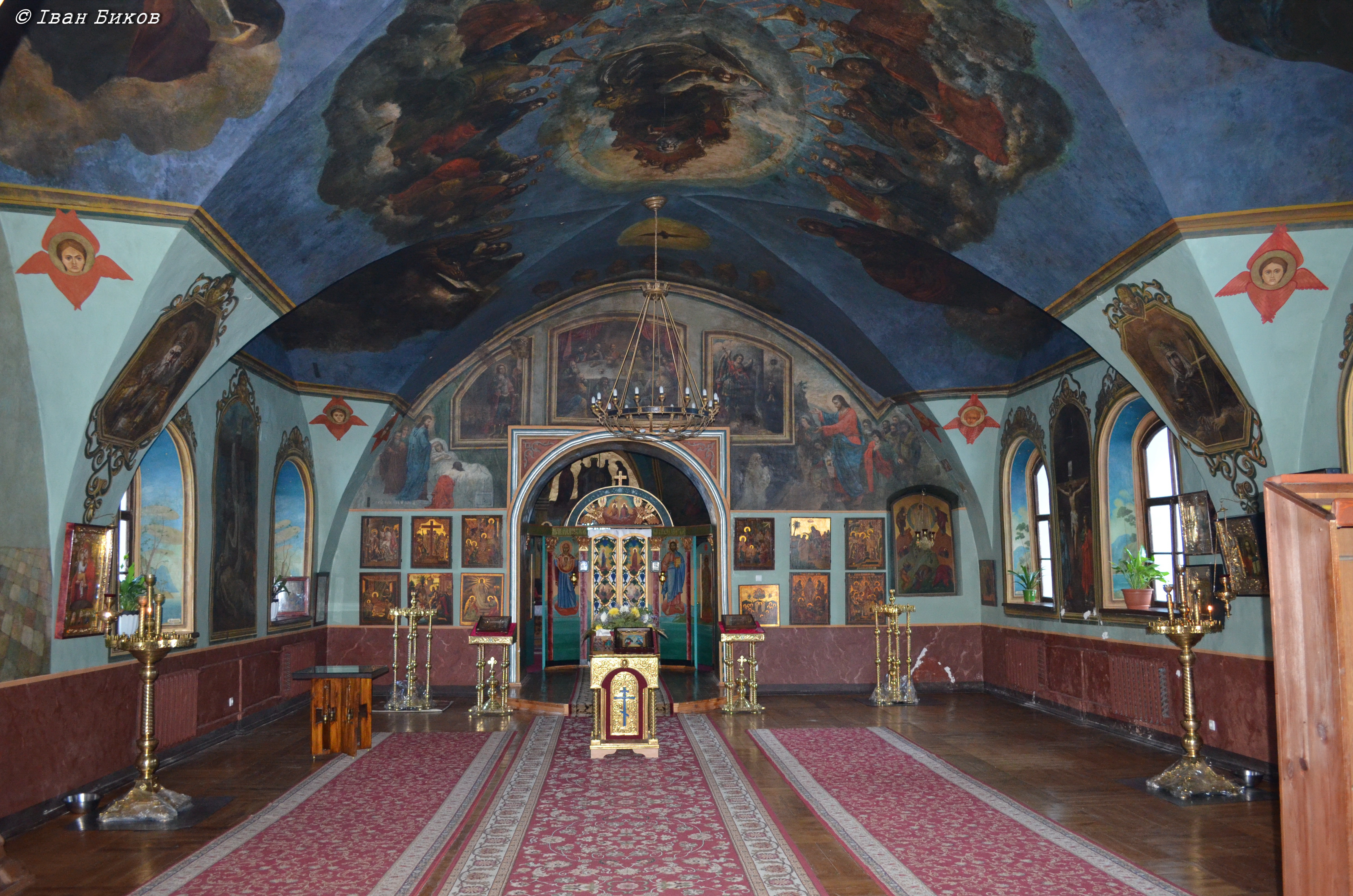
El refectori catalogat